# Ziemowit
Siemowit (mera känd under namnet Ziemowit) var enligt krönikor skrivna av Gallus Anonymus, son till Piast och Rzepicha. Han räknades som en av de fyra legendariska polska furstar av Piastdynastin, men numera räknas till en av de historiska härskarna i Polen.
Han blev furste för Polanernas stam på 800-talet, efter att hans far hade avböjt att ersätta den legendariska fursten Popiel. Siemowit valdes till ny furste av wiec.